# Європейська партія зелених
Європейська партія зелених (ЄПЗ, EGP) — європейська зелена політична партія, яка водночас є також федерацією європейських зелених партій.

## Історія
Партія була створена 21 лютого 2004 року на базі Європейської федерації зелених партій, створеної 1993 року (у 1979-1993 роках — Координація європейських зелених партій).
На виборах до Європейського парламенту 2004 року партія отримала 33 депутатських місця (5 % голосів). На виборах до парламенту 2009 року, попри зменшення кількості депутатів парламенту, партія отримала 46 депутатських місць. Це стало найкращим результатом за весь період існування зелених партій.
2020 року європейські «зелені» досягли значних успіхів на місцевих виборах по всій Європі. «Зелені» мери обрані в Ліоні, Страсбурзі, Безансоні, Марселі та Бурдо у Франції та в столиці Ірландії Дубліні.

## Представництво в Європейському парламенті

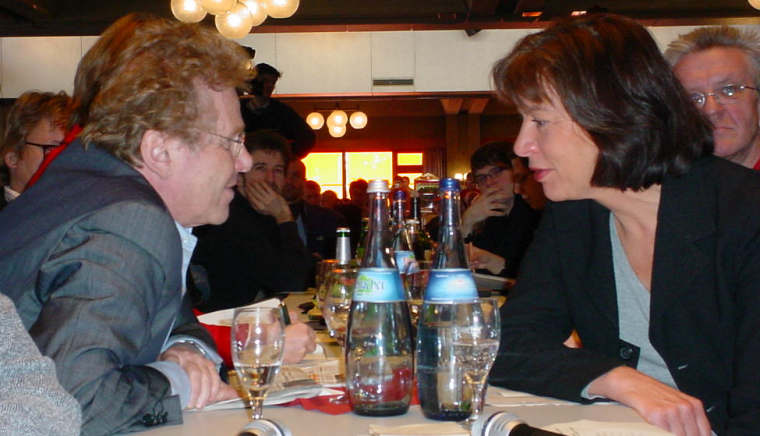
Керівники фракції ЄПЗ у Європарламенті Даніель Кон-Бендіт и Ребекка Гармс

| Скликання ЕП | Депутатів | Місць, % | Голосів, % | Членів Євро- комісії | Лідери                                 | Підгрупа в ЕП       | Фракція в ЕП | Спільна організація                                   |
| ------------ | --------- | -------- | ---------- | -------------------- | -------------------------------------- | ------------------- | ------------ | ----------------------------------------------------- |
| 1979-84      | 0         | 0        | 2.4 %      | 0                    | нема                                   | нема                | нема         | Координація європейських зелених і радикальних партій |
| 1984-89      | 11        | 2.5 %    | 4.2 %      | 0                    | Олександр Лангер і Марія Амелія Сантос | Зелена альтернатива | «Райдуга»    | Координація європейських зелених                      |
| 1989-94      | 25        | 4.8 %    | 7.4 %      | 0                    | Олександр Лангер і Марія Амелія Сантос | Зелена група        | Зелена група | Координація європейських зелених (до 1993)            |
| 1994-99      | 21        | 3.7 %    | 7.4 %      | 0                    | Олександр Лангер і Клавдія Рот         | Зелена група        | Зелена група | Європейська федерація зелених партій                  |
| 1999–2004    | 38        | 6.1 %    | 7.7 %      | 1: Мішель Шраєр      | Гейді Гаутала і Пол Ланноє             | Європейські зелені  | Зелені — ЄВА | Європейська федерація зелених партій                  |
| 2004-09      | 35        | 4.8 %    | 7.3 %      | 0                    | Даніель Кон-Бендіт і Моніка Фрассоні   | Європейські зелені  | Зелені — ЄВА | Європейська партія зелених                            |
| 2009-14      | 46        | 6.3 %    | ?          | 0                    | Даніель Кон-Бендіт і Ребекка Гармс     | Європейські зелені  | Зелені — ЄВА | Європейська партія зелених                            |

## Зелені партії, які входять до складу Європейської партії зелених

### Члени

Члени партії та спостерігачi

| Країна          | Партія                                     | Місць у ЄП |
| Австрія         | Зелені                                     | 2          |
| Албанія         | Зелені                                     | —          |
| Бельгія         | Зелені!                                    | 1          |
| Бельгія         | Еколо                                      | 2          |
| Болгарія        | Партія зелених Болгарії                    | 0          |
| Велика Британія | Зелена партія Англії та Уельсу             | 2          |
| Велика Британія | Шотландська партія зелених                 | 0          |
| Греція          | Зелені                                     | 1          |
| Грузія          | Зелені                                     | —          |
| Естонія         | Естонські зелені                           | 0          |
| Ірландія        | Зелений альянс                             | 0          |
| Іспанія         | EQUO                                       | 0          |
| Іспанія         | Ініціатива за Каталонію — Зелені           | 1          |
| Італія          | Федерація зелених                          | 0          |
| Кіпр            | Зелені                                     | 0          |
| Латвія          | Латвійська зелена партія                   | 0          |
| Люксембург      | Зелені                                     | 1          |
| Мальта          | Демократична альтернатива                  | 0          |
| Молдова         | Екологічна партія «Зелений Альянс» Молдови | —          |
| Нідерланди      | Зелені                                     | 0          |
| Нідерланди      | Зелені ліві                                | 3          |
| Німеччина       | Союз 90/Зелені                             | 14         |
| Норвегія        | Зелені                                     | —          |
| Польща          | Зелені 2004                                | 0          |
| Португалія      | Партія зелених                             | 0          |
| Росія           | Зелена альтернатива                        | —          |
| Румунія         | Партія зелених                             | 0          |
| Словаччина      | Партія зелених                             | 0          |
| Словенія        | Молодіжна партія Словенії                  | 0          |
| Угорщина        | Зелені демократи                           | 0          |
| Україна         | Партія зелених України                     | —          |
| Фінляндія       | Зелений союз                               | 2          |
| Франція         | Зелені                                     | 7          |
| Чехія           | Партія зелених                             | 0          |
| Швейцарія       | Зелена партія                              | —          |
| Швеція          | Партія зелених                             | 2          |

### Спостерігачі
| Країна      | Партія                         |
| Азербайджан | Азербайджанська партія зелених |
| Андорра     | Зелені                         |
| Білорусь    | Білоруська партія «Зелені»     |
| Болгарія    | Зелені                         |
| Данія       | Соціалістична народна партія   |
| Росія       | Зелена Росія                   |
| Сербія      | Зелені Сербії                  |
| Туреччина   | Партія зелених                 |
| Угорщина    | Політика може бути іншою       |
| Хорватія    | Зелений список                 |